# Kärrstjärnblomma
Kärrstjärnblomma (Stellaria palustris) är en växtart i familjen nejlikväxter.

## Externa länkar

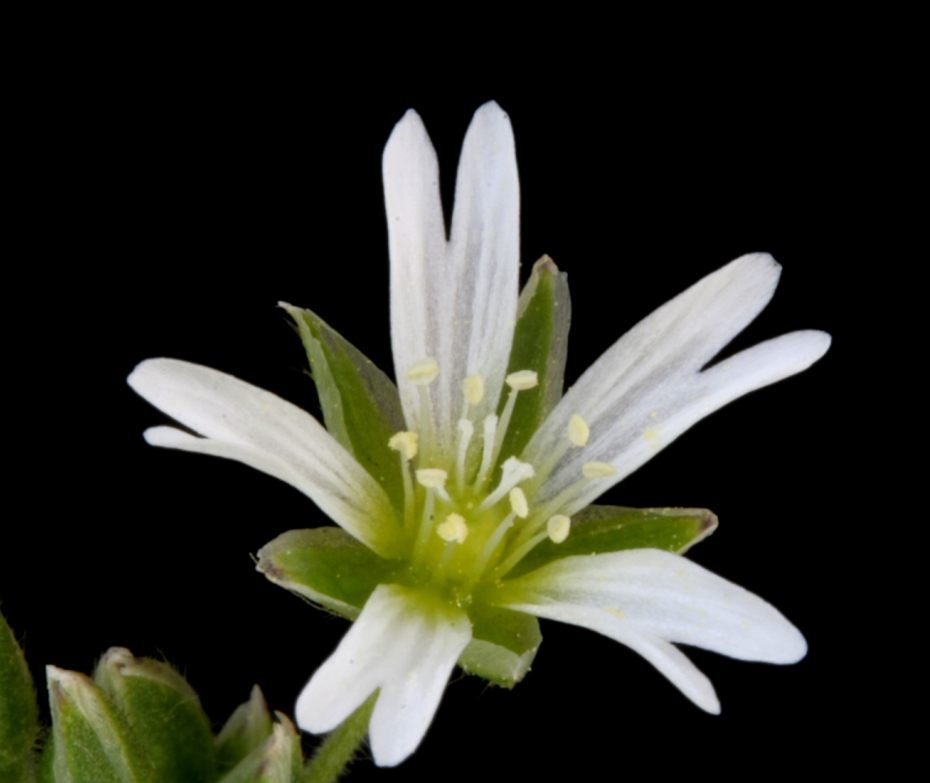
Blomma